# Peter Stulle
Peter Stulle ist ein ehemaliger deutscher Handballspieler.

## Werdegang
Stulle spielte in der Jugend für TuSpo Nürnberg, 1972 wurde er mit dem TuSpo-Nachwuchs Mittelfränkischer, Nordbayerischer und Bayerischer Meister sowie Süddeutscher Vizemeister. Zu seinen Förderern in Nürnberg zählte der frühere Nationalspieler Volker Schneller. 1976 gewann Stulle mit Nürnberg die deutsche A-Jugendmeisterschaft.
1977 wurde Stulle mit der bundesdeutschen Mannschaft Fünfter der Junioren-Weltmeisterschaft. Im Herrenbereich spielte er für TuSpo zunächst in der Regionalliga und nahm im Vorfeld der Weltmeisterschaft 1978 in Damp am Trainingslager der bundesdeutschen Nationalmannschaft teil. Bundestrainer Vlado Stenzel berief ihn jedoch nicht ins Aufgebot für die WM, bei der die Deutschen Weltmeister wurden. Einige Monate nach der WM bestritt Stulle in einem in der Sporthalle Hamburg ausgetragenen Freundschaftsspiel gegen Dänemark sein erstes Länderspiel. Bundestrainer Stenzel bescheinigte Stulle nach dem Einstand: „Er hat intelligent gespielt. Aber er muss noch kräftiger werden. […] Peter ist noch sehr entwicklungsfähig, und er gehört vor allem unbedingt in die erste Bundesliga.“
1982 nahm er mit der Mannschaft der BRD an der Weltmeisterschaft im eigenen Land teil und erreichte den siebten Platz. Er kam auf insgesamt 31 Länderspiele. 1981/82 und 1983/84 spielte Stulle mit TuSpo Nürnberg in der Handball-Bundesliga.